# Monardia truncata
Monardia truncata är en tvåvingeart som beskrevs av Jaschhof 2009. Monardia truncata ingår i släktet Monardia, och familjen gallmyggor. Arten är reproducerande i Sverige.